# Halilintar
Die Halilintar war eine pro-indonesische Miliz (Wanra) im von Indonesien seit 1975 besetzten Osttimor. Sie hatte ihr Operationsgebiet im Distrikt Bobonaro.

## Hintergrund

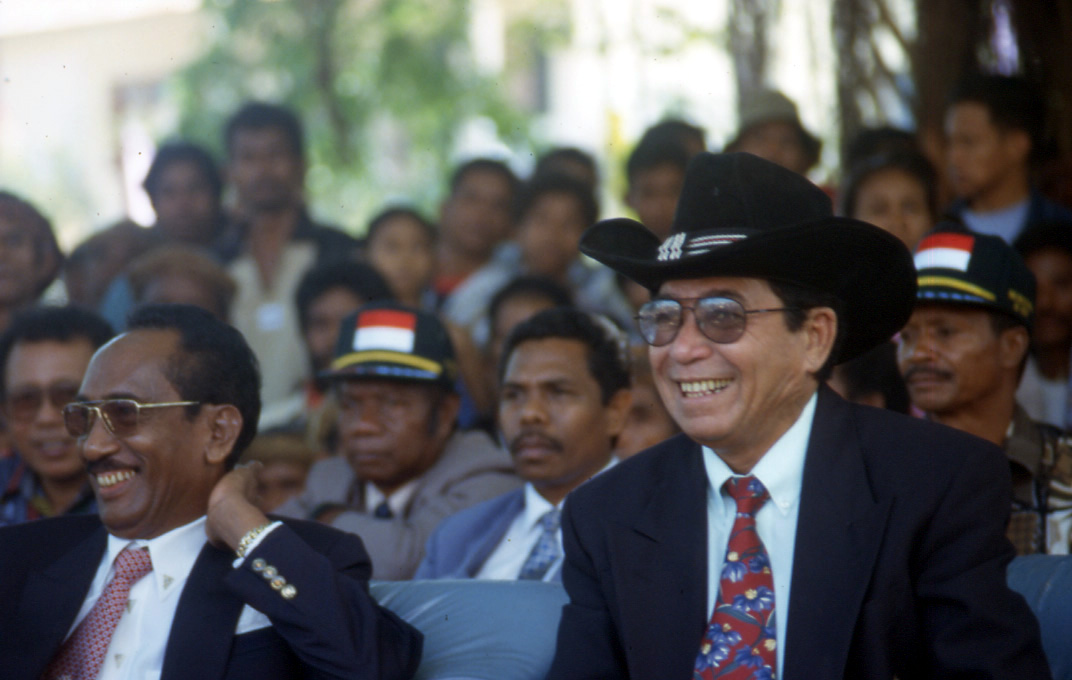
João da Costa Tavares (rechts) am 17. Juli 1999 in Balibo

Chefs der Miliz 1999 waren in Maliana João da Costa Tavares und in Bobonaro Natalino Monteiro. Die Milizionäre wurden offiziell vom Militär für ihren Dienst bezahlt.
Die Miliz war eine der ältesten von den Indonesiern aufgestellten Milizen in Osttimor. Sie wurde im Anschluss der Operation Komodo unter Oberst Dading Kalbuadi gegründet. Mit der Operation Komodo hatte man Portugiesisch-Timor, das sich im Prozess der Entkolonialisierung befand, destabilisiert und in einen Bürgerkrieg gestürzt. Hier unterlagen aber die von Indonesien unterstützten Kräfte. Unter der Führung von Tomás Gonçalves und João da Costa Tavares sollte die Miliz nun, verdeckt zusammen mit regulären indonesischen Soldaten in der Operation Flamboyan die Grenzgebiete von Portugiesisch-Timor zu überfallen und zu besetzten. Dies war der Vorläufer zur offenen Invasion (Operation Seroja) ab dem 7. Dezember 1975.
1976 wurde ein Großteil der Miliz in das indonesische Infanteriebataillon 744 umgewandelt. Die Halilintar selbst wurde zunächst 1982 aufgelöst, 1995 aber reaktiviert, als der Druck für ein Unabhängigkeitsreferendum  in Osttimor größer wurde. Mit der Wiederaufstellung der Milizen, zum Einsatz gegen Unabhängigkeitsbefürworter wurde Tavares zum obersten Kommandeur aller Milizen in Osttimor.

## Verbrechen
Am 4. Januar 1998 führte Tavares eine Gruppe aus Milizionären und verschiedenen Teilen des indonesischen Militärs. In Koilima folterten sie und erschossen anschließend vier Osttimoresen, die man verdächtigte, Unabhängigkeitsaktivisten zu sein.
Im Oktober 1998 nahmen Halilintar-Milizionäre und indonesische Soldaten in Alas Menschen fest, folterten, ermordeten, entführten sie und brannten Häuser nieder. Viele Bewohner suchten Zuflucht in der Kirche von Alas.
Am 22. Februar 1999 mussten indonesische Soldaten Milizionären der Besi Merah Putih und der Halilintar zu Hilfe eilen, die in einen Kampf mit hunderten Einwohnern von Guiço geraten waren. Der Distriktschef Leoneto Martins hatte in ihrer Richtung geschossen, weil er den Dorfbewohnern die Unterstützung der Unabhängigkeitsbewegung vorwarf. Bei dem Gefecht wurden schließlich vier Dorfbewohner verletzt und 39 Häuser niedergebrannt.
Im Subdistrikt Cailaco nahmen am 12. April 1999 Halilintar-Milizionäre, zusammen mit lokalen, indonesischen Militärkräften sieben Personen fest und folterten sie.
Am 14. April 1999 ergriffen Milizionäre einen 38-jährigen Einwohner von Ritabou namens Longinus. Er wurde nach Batugade gebracht und dort zu Tode gefoltert.
Am 4. September 1999 begannen Milizionäre der Halilintar und Dadarus Merah Putih, unterstützt vom indonesischen Militär, mit der Zerstörung der Distriktshauptstadt Maliana. Am 8. September wurden zahlreiche Unabhängigkeitsbefürworter in der Polizeistation von Maliana ermordet. 80 % der Stadt wurden zerstört.